# Difenidin
Difenidin (1,2-DEP, DPD, DND) je disocijativni anestetik koji je prodavan kao dizajnirana droga. Sinteza difenidina je prvi put objavljena 1924. godine, i korišćena je Brajlantsova reakcija analogna onoj koja će kasnije biti korišćena za otkrivanje fenciklidina 1956. godine. Ubrzo nakon britanske zabrane arilcikloheksilamina 2013, difenidin i srodno jedinjenje metokfenidin postali su dostupni na sivom tržištu. Anegdotalni izveštaji opisuju visoke doze difenidinskog proizvođanja „bizarne somatosenzorne pojave i prolazne anterografske amnezije.” Difenidin i srodni diariletilamini su proučavani in vitro kao tretmani za neurotoksične povrede i antagonisti NMDA receptora. Kod pasa difenidin pokazuje veću antitusivnu moć od kodein fosfata.
Elektrofiziološka analiza pokazuje da je amplituda NMDA posredovanih [[|excitatory postsynaptic potential#Field EPSPsfEPSP]]-a smanjena difenidinom i ketaminom u sličnoj meri, pri čemu difenidin pokazuje sporiji početak antagonizma. Dva enantiomera difenidina se u velikoj meri razlikuju po svojoj sposobnosti da blokiraju NMDA receptor, pri čemu potentniji (S)-enantiomer poseduje afinitet četrdeset puta veći od (R)-enantiomera. Od uvođenja difenidina 2013. prodavci su tvrdili da lek „dejstvuje na transport dopamina“, ali do 2016. nisu objavljeni podaci o delovanju difenidina na transporter dopamina. Najveći afinitet difenidina je za NMDA receptor, ali on pokazuje submikromolarni afinitet za  σ1 receptor, σ2 receptor i transporter dopamina.
Od 2014. godine bilo je nekoliko objavljenih izveštaja o prodaji difenidina u kombinaciji sa drugim istraživačkim hemikalijama, posebno sintetičkim kanabinoidima i stimulansima u mešavini japanskih biljnih tamjana. Prvi prijavljeni epileptički napad odnosio se na japanski proizvod pod nazivom „mirisni prah“ koji sadrži difenidin i benzilpiperazin. Utvrđeno je da biljni tamjan koji se prodaje u prefekturi Šizuoka pod nazivom „Aladin specijalno izdanje“ sadrži difenidin i 5F-AB-PINACA u koncentracijama od 289 mg/g i 55,5 mg/g, respektivno. Proizvod pod nazivom Biljni tamjan super limun koji sadrži AB-CHMINACA, 5F-AMB i difenidin bio je impliciran u smrtonosno trovanje. Nedavno je difenidin konzumiran u kombinaciji sa tri supstituisana katinona, tri benzodiazepina i alkoholom bio umešan u fatalnu konzmaciju „soli za kupanje“ i proizvoda „tečne arome“ u Japanu.
U Kanadi, MT-45 i njegovi analozi su uvršteni na listu I kontrolisanih supstanci, koje uključuju DPD u svoju strukturnu grupu. Posedovanje bez zakonskog ovlašćenja može dovesti do najviše sedam godina zatvora. Osim toga, Health Canada je u maju 2016. izmenila propise o hrani i lekovima kako bi DPD eksplicitno klasifikovala kao zabranjenu drogu. Ovu drogu mogu posedovati samo pripadnici organa za sprovođenje zakona, lica sa dozvolom izuzeća ili institucije sa ovlašćenjem ministra.